# سكن الطالبات (مسلسل)
سكن الطالبات، مسلسل تلفزيوني كويتي، كتبه عبير زكريا وأخرجه حسين الحليبي، وعرض بعام 2013.

## قصة المسلسل
خمس طالبات جمعهن سكن في إحدى دول الخليج حيث يعشن فيه حياة مليئة بالاثارة والمغامرات والمفاجآت السعيدة والحزينة، ومررن بفصل دراسي ليس بالإمكان نسيانه، ليبقى السؤال الذي يروادهن هل سيحققن الهدف من هذه البعثة الدراسية؟ أم تخضع كل منهن لـ«النصيب» فيخترن البيت والاستقرار

## الفنانون المشاركون بالمسلسل
- لمياء طارق ... بدور إيمان.
- نور الغندور ... بدور شهد.
- فرح هادي ... بدور ندى.
- شيلاء سبت ... بدور نوال.
- نورة العميري ... بدور مشاعل.
- فخرية خميس ... بدور أسماء.
- عبد الله بهمن ... بدور عادل.
- أسمهان توفيق .. بدور أم ايمان.
- نواف النجم ... بدور خالد.
- ريهام...بدور لينا.
- فهد باسم... بدور فواز